# Festival d'automne Algoma
Le festival d'automne Algoma est un festival artistique annuel qui se tient d'ordinaire en octobre, à Sault Ste. Marie, dans la province de l'Ontario au Canada. L'association pour le festival d'arts Algoma a été constituée en 1972 et le premier festival a eu lieu en 1973,. Le festival a été créé afin de promouvoir les arts visuels et du spectacle, ainsi que pour favoriser le tourisme et divertir les résidents de la région. Le festival a accueilli plusieurs artistes locaux, canadiens et de renommée internationale, tels que Wynton Marsalis, Canadian Brass, Emily Carr, Adrienne Clarkson, Dizzy Gillespie, Marcel Marceau, Stéphane Grappelli, the Royal Shakespeare Company, Sharon, Lois and Bram, Tsuyoshi Tsutsumi et autres.

## Source de la traduction
- (en) Cet article est partiellement ou en totalité issu de l’article de Wikipédia en anglais intitulé « Algoma Fall Festival » (voir la liste des auteurs).